# Ar 240 (航空機)
アラド Ar 240 (Arado Ar 240) は第二次世界大戦時にドイツで試作された、双発プロペラの戦闘機/偵察機である。
Bf 110の後継機として開発されたが、飛行安定性が極端に悪いことが原因で量産されることなく終わった。試作機の一部は実戦テストも兼ねて、偵察機として部隊で運用された。

## 概要
1938年にドイツ航空省が提示したBf 110の後継機仕様に基づいてアラド社で開発されたのがAr 240で、試作1号機は1940年5月に初飛行した。
Ar 240はDB601Aエンジンを搭載した双発複座機で、ダクテッド・スピナーの採用、胴体後端に装備したダイブブレーキ、高翼面荷重による離着陸性能低下を補うダブルスロッテッド・フラップ、胴体上部後方に遠隔操作式の銃頭装備などの新機軸を盛り込んだ機体だった。試作2号機からはコクピットが機首に移され、7号機からはドイツ戦闘機としては初めて与圧キャビンを装備した。主車輪が不整地での運用を考慮してダブルタイヤになっていたのも特徴の一つだった。
しかしテストの結果は、速度性能は同じ仕様に基づいて開発されたMe210よりも優れていたが、飛行安定性が極端に悪くまた機体各部に不具合があり駆逐機としては失格と評価された。アラド社では胴体を延長するなど改修を進めたが、結局本機は戦闘機ではなく偵察・爆撃機として開発されることになり、試作3号から8号機まではこの仕様で製作された。これらの機体は試験的に東部戦線や北欧、イタリアで偵察任務に用いられたが、安定性の悪さは相変わらずだった上に故障も多く満足な活躍は出来なかった。その後、本機の高速性能を生かして再度戦闘機として開発することになった（先に採用されたMe210が欠陥機だったことも一因である）が、目だった性能向上も見られなかったことから1943年に開発中止となった。総生産機数は14機(12機、16機説もある）であった。

## Ar 440
Ar 240が性能的に不満足な機体となったことから、アラド社ではAr 240の改修を進めながら、新たに発展型のAr 440の開発に着手した。Ar 440は基本構造はAr 240と同じだが、胴体を延長し主翼の形状を変更することにより安定性の向上を図っていた。エンジンはより強力なDB603Gを搭載し、機体の装備はAr 240と共通のものが多かったが、ダクテッド・スピナーは非効率ということで採用しなかった。
試作1号機は1942年夏に初飛行し、その後1942年11月までに合計4機が製作された。空軍の飛行テストの結果は良好で、飛行時の安定性はAr 240と比較して飛躍的に向上した上、操縦性も良好であった。最高速度も亜酸化窒素噴射装置を利用すれば700km/hが可能だった。同時期にテストされたMe 410と比較すると、多くの面で本機の方が優れていた。しかし、空軍はMe 410の方を支持したため、Ar 440の開発許可が下りずそのまま開発中止となった。

## スペック
A-0
- 全長：12.65 m
- 全幅：14.20 m
- 全高：3.96 m
- 翼面積：31.0 m2
- 全備重量：10,500 kg
- エンジン：BMW 801J 1,440hp×2
- 最大速度：618 km/h
- 実用上限高度：10,200 m
- 航続距離：2,500 km
- 武装
  - 15.00mm機関銃×4
- 乗員 2名

Ar440v1
- 全長：13.1 m
- 全幅：15.0 m
- 全高：3.9 m
- 翼面積：35.0 m2
- 全備重量：12,200 kg
- エンジン：ダイムラー・ベンツDB603G 1,900hp×2
- 最大速度：708 km/h
- 航続距離：2,703 km
- 武装
  - 13mm機関銃×4
  - 20mm機関砲×3
  - 30mm機関砲×2
- 乗員 2名

## ギャラリー

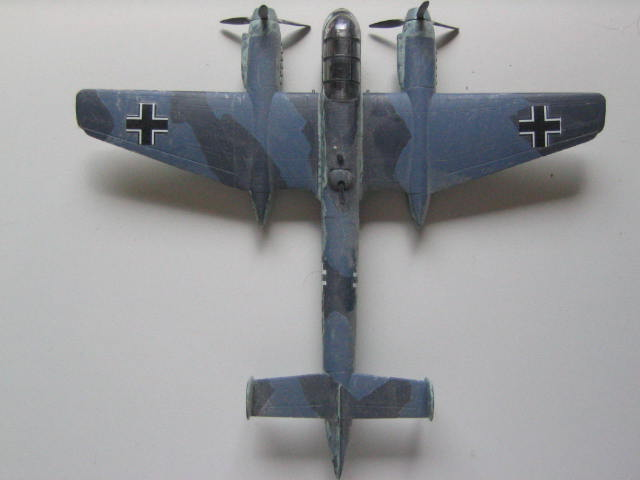
Ar240　上面（模型）
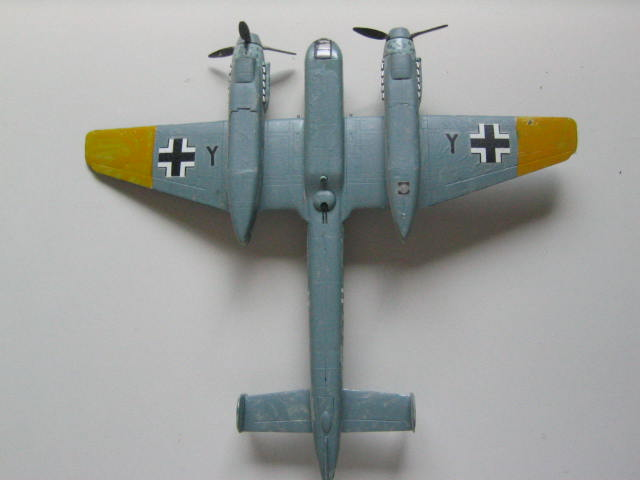
Ar240　下面（模型）
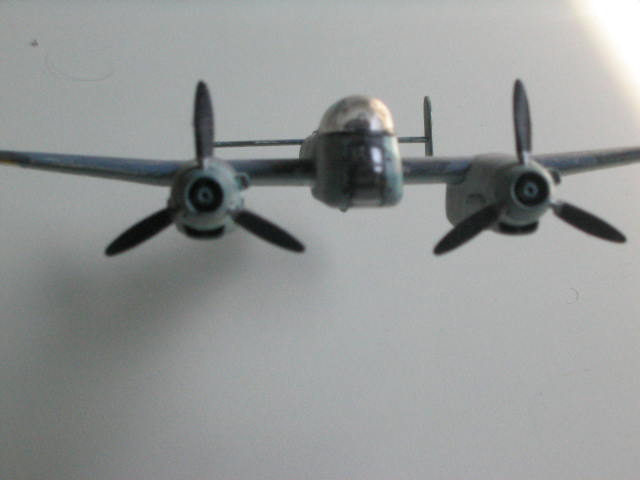
Ar240　正面（模型）